# Потьомкіна Лідія Вікторівна
Лідія Вікторівна Потьомкіна (нар. 29 березня 1930, Харків, УРСР — 28 січня 2017, Харків, Україна) — радянська та українська співачка, педагог.

## Життєпис
У 1956 закінчила Харківську консерваторію по класу Г. С. Селюк.
У 1956—1962 — солістка Кіровоградської обласної філармонії, викладач культосвітнього училища м. Олександрія Кіровоградської області.
В 1962—1965 — інспектор Харківського обласного управління культури.
В 1963—2012 — викладала в Харківскому музичному училищі (у 1965—1971 заступник директора з навчально-виховної роботи, в 1972—1974 директор, у 1975—1987 завідувала вокальним відділом).
У 1976—1979 — викладала (за сумісництвом) на кафедрі сольного співу Харківського інституту мистецтв ім. І. П. Котляревського.
Серед учнів: М. Курпе, Н. Василюк, Л. Недай, О. Нецетенко, Т. Гармаш, В. Стеценко, Г. Бачуріна та ін.